# Dirranbandi
Dirranbandi är en ort i Australien. Den ligger i kommunen Balonne Shire och delstaten Queensland, omkring 490 kilometer väster om delstatshuvudstaden Brisbane. Antalet invånare är 437.
Trakten runt Dirranbandi är nära nog obefolkad, med mindre än två invånare per kvadratkilometer..
Omgivningarna runt Dirranbandi är i huvudsak ett öppet busklandskap. Genomsnittlig årsnederbörd är 424 millimeter. Den regnigaste månaden är februari, med i genomsnitt 87 mm nederbörd, och den torraste är oktober, med 5 mm nederbörd.